# Лебкі (Сілезьке воєводство)
Лебкі (пол. Łebki) — село в Польщі, у гміні Герби Люблінецького повіту Сілезького воєводства.
Населення — 65 осіб (2011).
У 1975-1998 роках село належало до Ченстоховського воєводства.

## Демографія
Демографічна структура станом на 31 березня 2011 року:
|          | Загалом | Допрацездатний вік | Працездатний вік | Постпрацездатний вік |
| -------- | ------- | ------------------ | ---------------- | -------------------- |
| Чоловіки | 31      | 5                  | 24               | 2                    |
| Жінки    | 34      | 9                  | 16               | 9                    |
| Разом    | 65      | 14                 | 40               | 11                   |